# Alpen-Bergscharte
Die Alpen-Bergscharte (Rhaponticum scariosum subsp. rhaponticum), auch Riesen-Flockenblume genannt, ist eine Unterart der Pflanzenart Lamarcks Bergscharte (Rhaponticum scariosum Lam.) aus der Gattung Bergscharten (Rhaponticum) innerhalb der Familie der Korbblütler (Asteraceae). Der Name Riesen-Flockenblume sollte aus Verwechslungsgründen besser nicht verwendet werden, da man auch eine andere Art, Centaurea macrocephala so nennt.

## Beschreibung

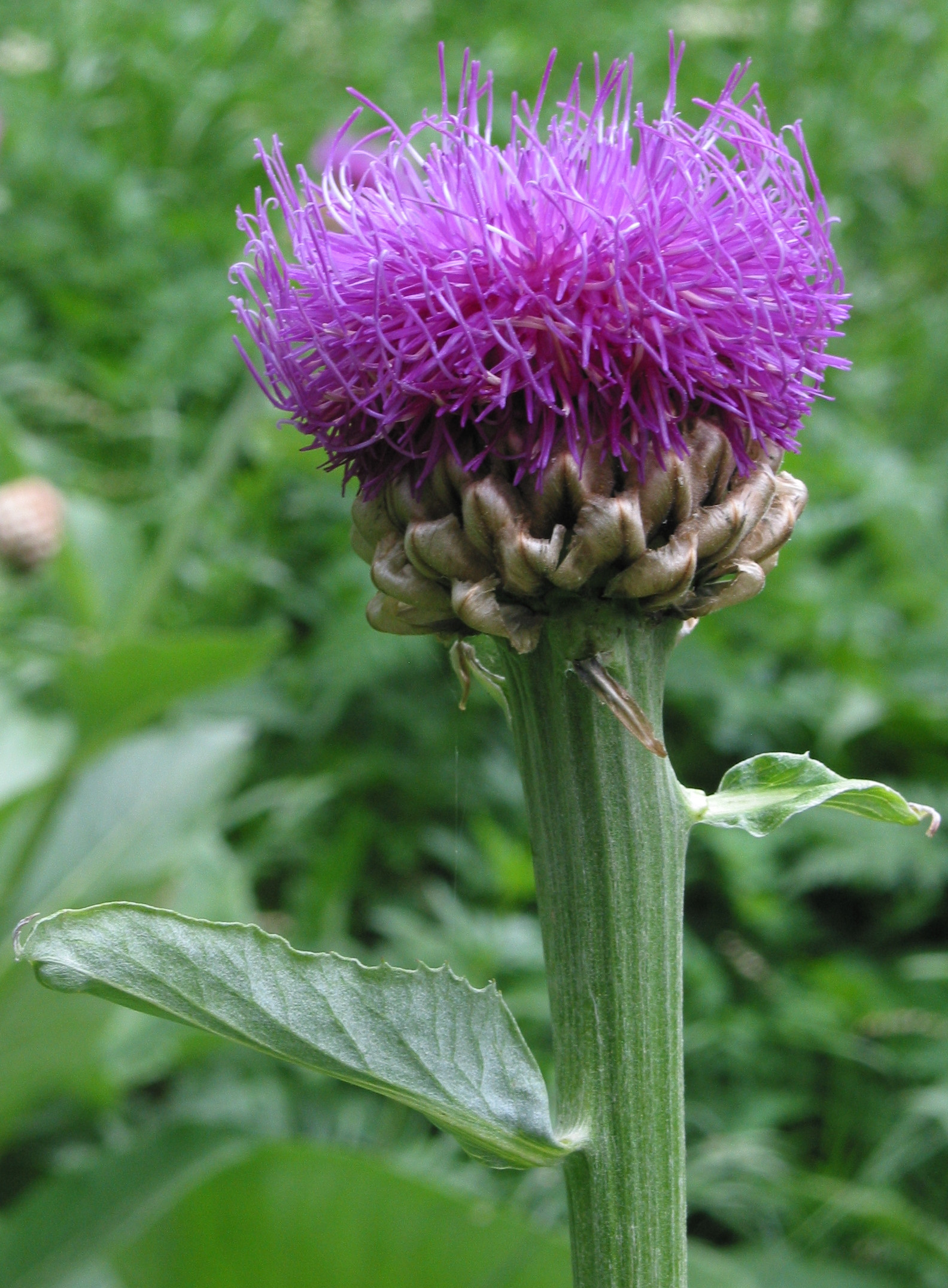
Blütenkorb

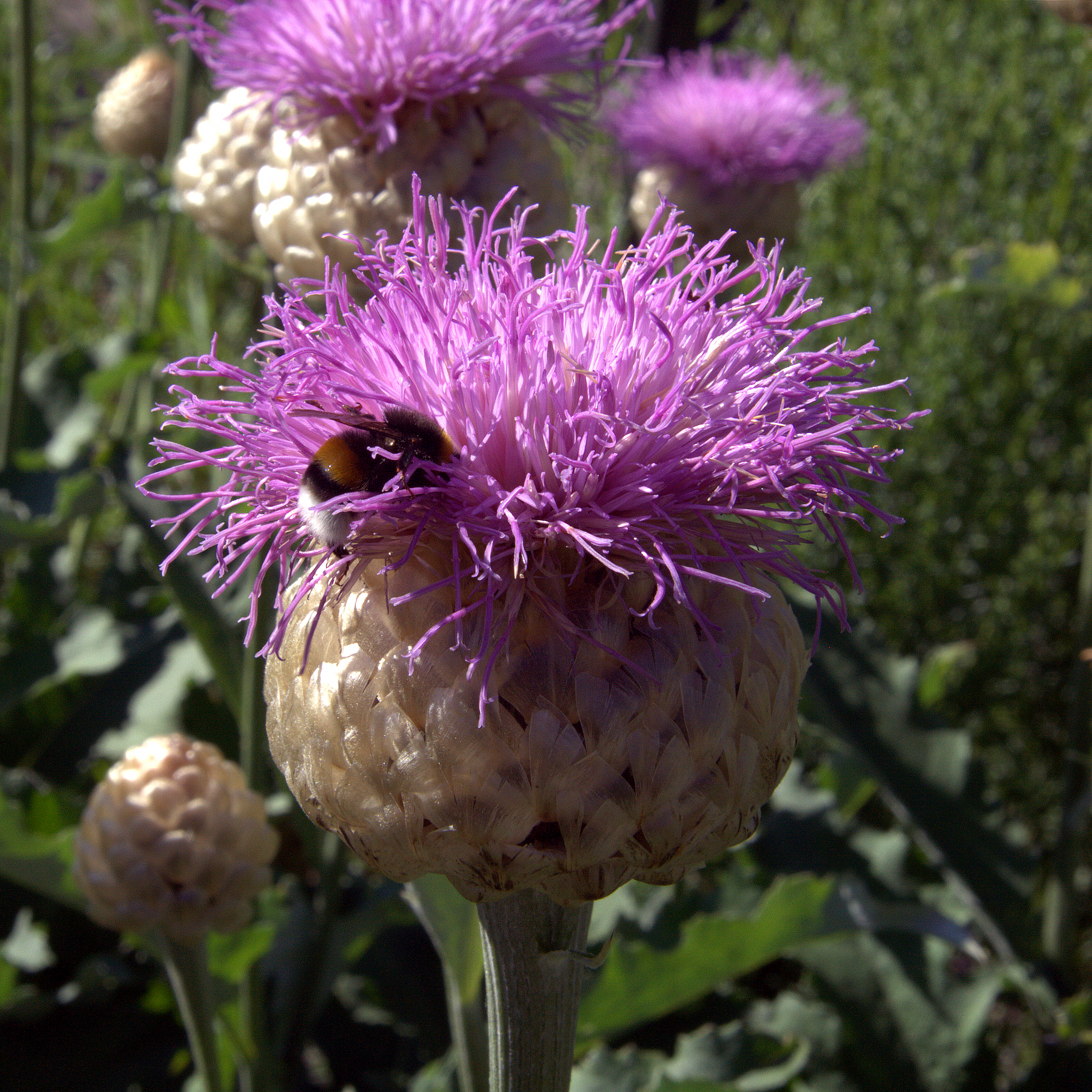
Blütenkorb mit Blütenbesucher

### Vegetative Merkmale
Die Alpen-Bergscharte ist eine ausdauernde krautige Pflanze, die Wuchshöhen von 30 bis 150 Zentimetern erreicht. Sie besitzt einen dicken, walzenförmigen „Wurzelstock“. Der kräftige, dicke Stängel ist hohl und filzig-wollig behaart, aber später verkahlend, trägt meist nur ein Blütenkörbchen und ist bis dorthin verdickt.
Die Laubblätter sind bis zur Mitte oder bis zum oberen Ende am Stängel wechselständig angeordnet. Bei der grünen Blattspreite ist die Blattoberseite kahl und die -unterseite ist weißgrau filzig behaart. Die Blattspreite der Grundblätter ist bis zu 60 Zentimeter lang sowie bis 15 Zentimeter breit, ihr Rand ist unregelmäßig gezähnt. Die unteren bis mittleren Laubblätter besitzen eine herzförmige Spreitenbasis und sind gestielt. Die oberen Laubblätter sind kleiner, sitzend und ungeteilt bis fiederteilig. 

### Generative Merkmale
Die Blütezeit reicht von Juli bis September. Die körbchenförmigen Blütenstände sind bei einem Durchmesser von 5 bis 11 Zentimetern sehr groß. Ihre Korbhülle ist kugelig. Die Hüllblätter sind länglich und vorn in ein bis 1 Zentimeter breites Anhängsel verbreitert. Die fast runden Anhängsel der Hüllschuppen sind braunhäutig und eingerissen zerschlitzt. Die rosa- bis purpurfarbenen Röhrenblüten sind alle röhrenförmig und die randständigen sind nicht vergrößert.
Die Achänen sind braun und kürzer als ihre Pappus. Der rötliche Pappus (Haarkrone) ist zweireihig, die inneren Borsten sind deutlich länger.
Die Chromosomenzahl beträgt 2n = 26.

## Ökologie
Die Alpen-Bergscharte ist Wirtspflanze für die Pilzart Puccinia centaureae-rhapontici.

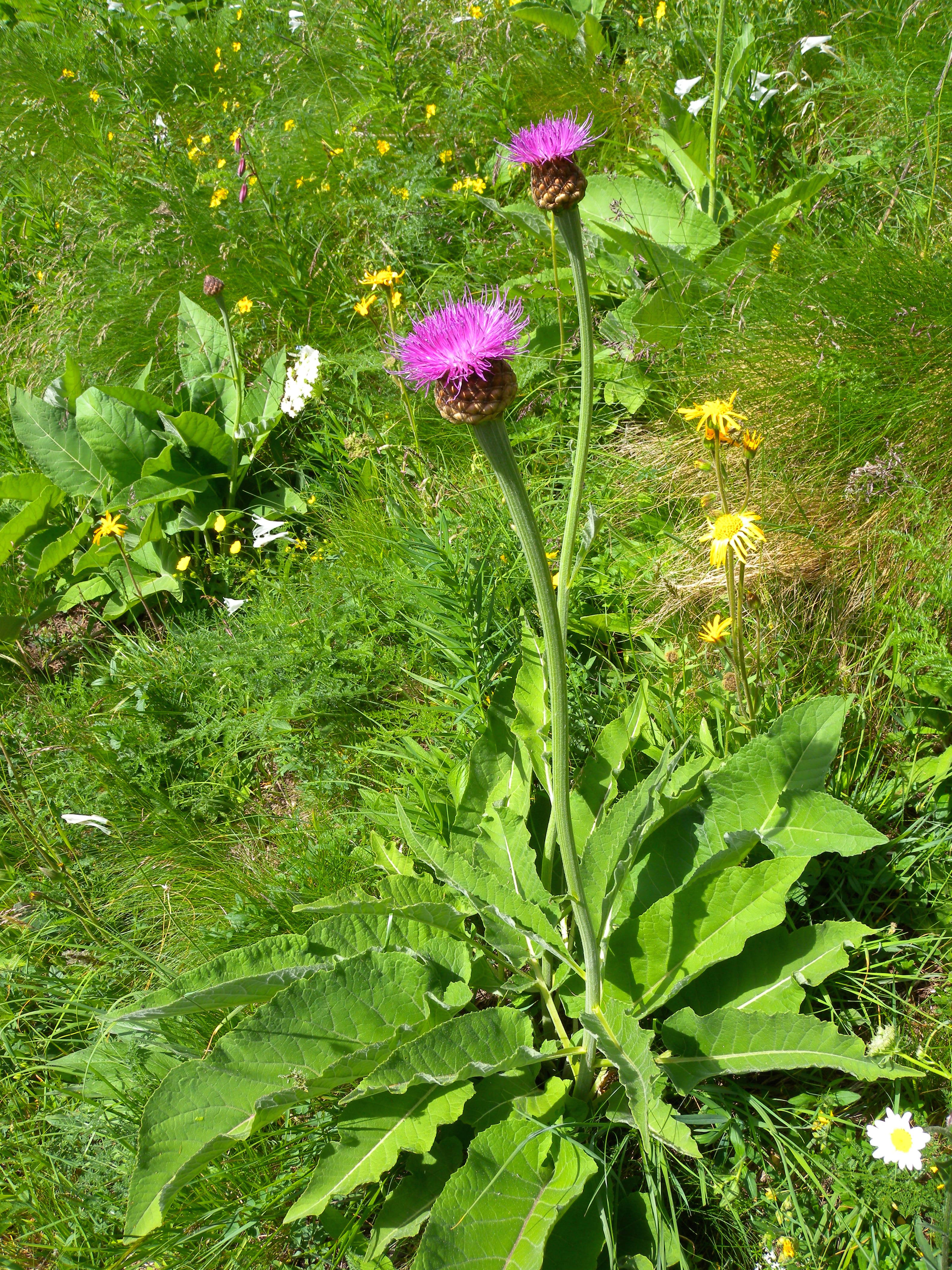
Habitus im Habitat

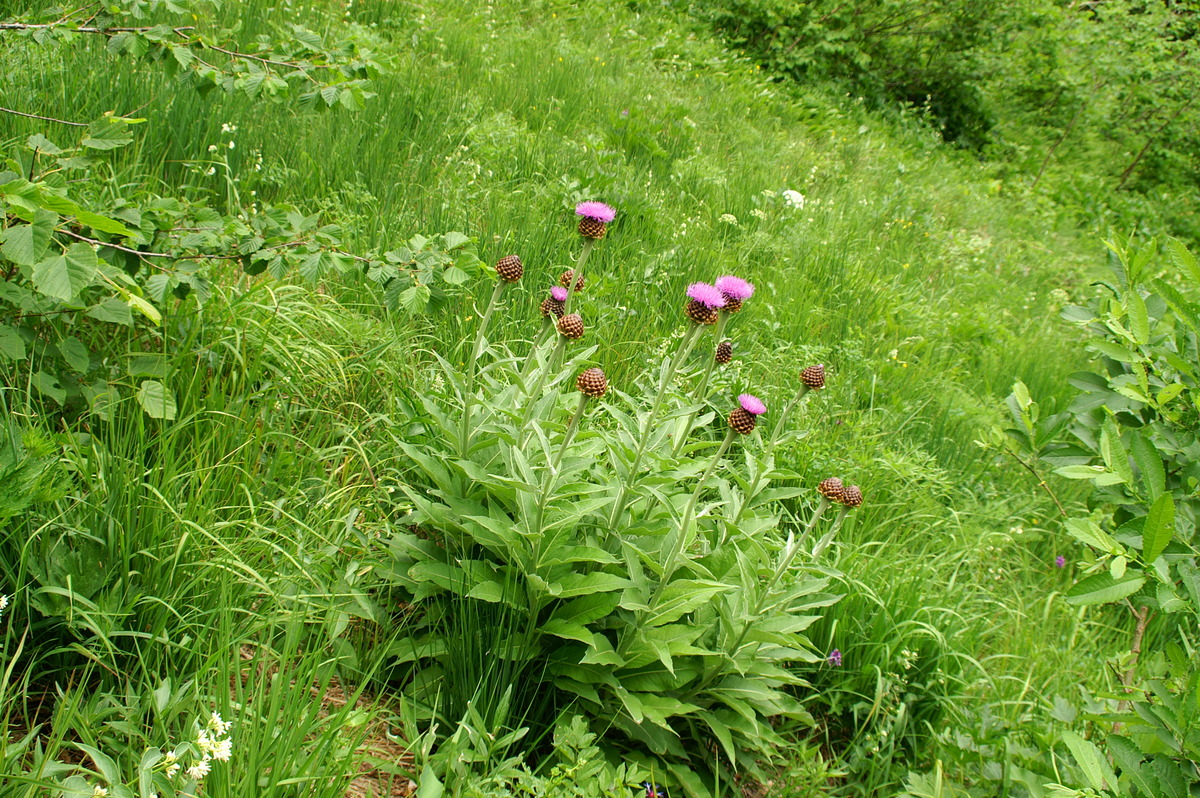
Habitus im Habitat

## Vorkommen
Die Alpen-Bergscharte kommt in den Alpen von den Seealpen bis Krain vor. Es gibt Fundortangaben für Italien, Schweiz, Slowenien und ein kleines Gebiet in Frankreich.
Die Alpen-Bergscharte besiedelt leicht feuchte, meistens kalkhaltige Schieferschuttböden, grasige Hänge und Wiesen, Gebüsche in Höhenlagen von 1400 bis 2500 Metern. Sie ist ziemlich selten. Sie kommt meist im Adenostylo-Cicerbitetum rhaponticetosum aus dem Verband Adenostylion alliariae vor. In Tirol kommt sie in Höhenlagen von 1400 bis 2100 Metern, im Kanton Wallis von 1500 bis 2200 Metern und im Engadin bis in eine Höhenlage von 2500 Meter vor.
Die ökologischen Zeigerwerte nach Landolt et al. 2010 sind in der Schweiz: Feuchtezahl F = 3 (mäßig feucht), Lichtzahl L = 4 (hell), Reaktionszahl R = 4 (neutral bis basisch), Temperaturzahl T = 2 (subalpin), Nährstoffzahl N = 2 (nährstoffarm), Kontinentalitätszahl K = 3 (subozeanisch bis subkontinental).

## Systematik
Die Subtribus Centaureinae aus der Tribus Cynareae in der Unterfamilie der Carduoideae innerhalb der Familie der Korbblütler (Asteraceae) wurde im 21. Jahrhundert bearbeitet. Dabei wurden die Arten der ehemaligen Gattungen Acroptilon Cass., Centaurothamnus Wagenitz & Dittrich, Leuzea DC. und Stemmacantha Cass. in die Gattung Rhaponticum Vaill. eingegliedert, zuletzt bei O. Hidalgo et al. 2006. 
Der aktuell akzeptierte botanische Name, nur noch als Unterart, wurde 2005 von Werner Greuter in Willdenowia, Band 35, S. 237 veröffentlicht. Synonyme für Rhaponticum scariosum subsp. rhaponticum (L.) Greuter sind: Centaurea rhapontica L., Leuzea rhapontica (L.) Holub, Serratula rhapontica (L.) DC., Stemmacantha rhapontica (L.) Dittrich.

## Nutzung
Die „Wurzeln“ sind als Ersatz für die Chinesische Rhabarberwurzel (Rheum palmatum) als Abführmittel verwendbar.